# Saint-Maclou-de-Folleville
Saint-Maclou-de-Folleville is een gemeente in het Franse departement Seine-Maritime in de regio Normandië en telt 515 inwoners (1999). De plaats maakt deel uit van het arrondissement Dieppe.

## Geografie
De oppervlakte van Saint-Maclou-de-Folleville bedraagt 13,3 km², de bevolkingsdichtheid is 38,7 inwoners per km².

## Verkeer en vervoer
In de gemeente ligt spoorwegstation Saint-Victor.
De onderstaande kaart toont de ligging van Saint-Maclou-de-Folleville met de belangrijkste infrastructuur en aangrenzende gemeenten.

## Demografie
Onderstaande figuur toont het verloop van het inwonertal (bron: INSEE-tellingen).